# گئورگی گئورگیف
گئورگی گئورگیف (بلغاری: Георги Георгиев؛ زادهٔ ۱۲ اکتبر ۱۹۸۸) یک بازیکن فوتبال اهل بلغارستان است.
از باشگاه‌هایی که در آن بازی کرده‌است می‌توان به باشگاه فوتبال لفسکی صوفیه اشاره کرد.